# Palazzo Corbelli
Il palazzo Corbelli è un edificio storico situato nel centro storico di Concordia sulla Secchia, in provincia di Modena. Inagibile dal maggio 2012, è stato sede dell'amministrazione comunale.

## Storia

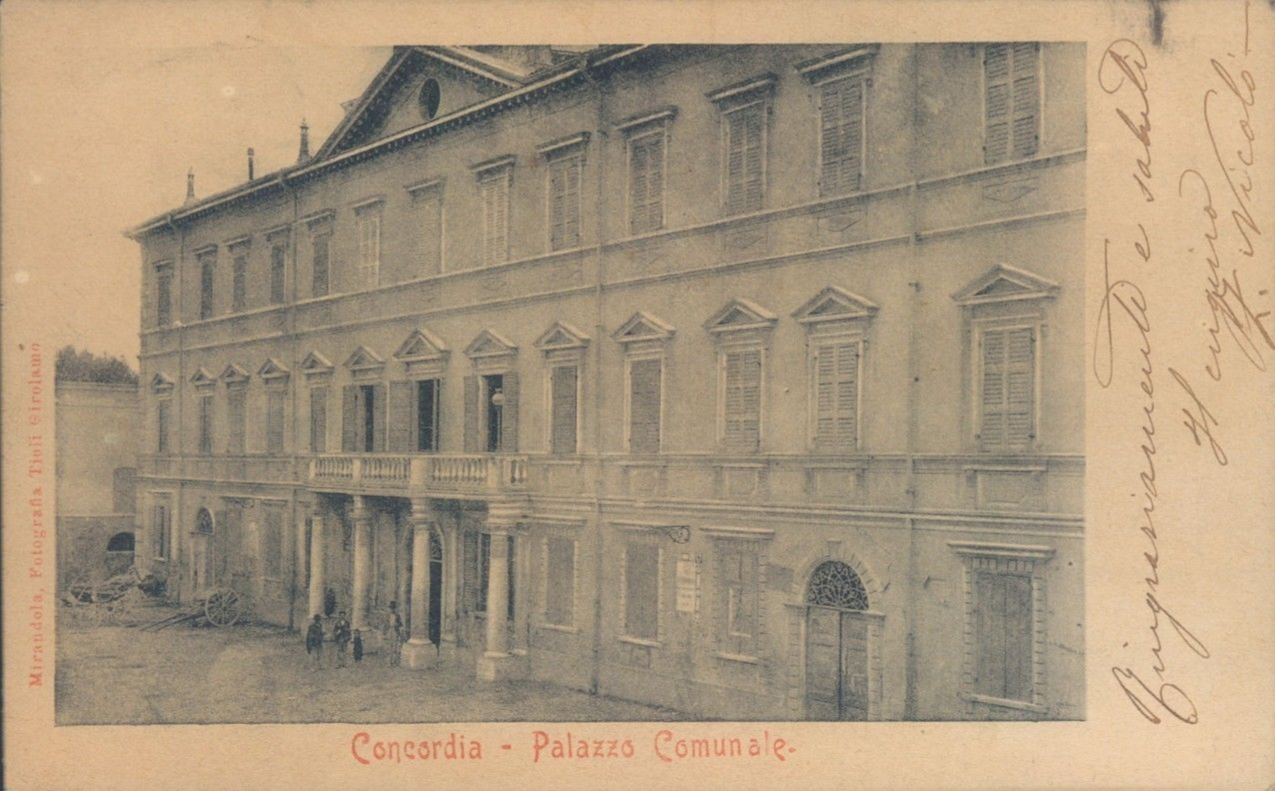
Il palazzo comunale di Concordia nel 1905

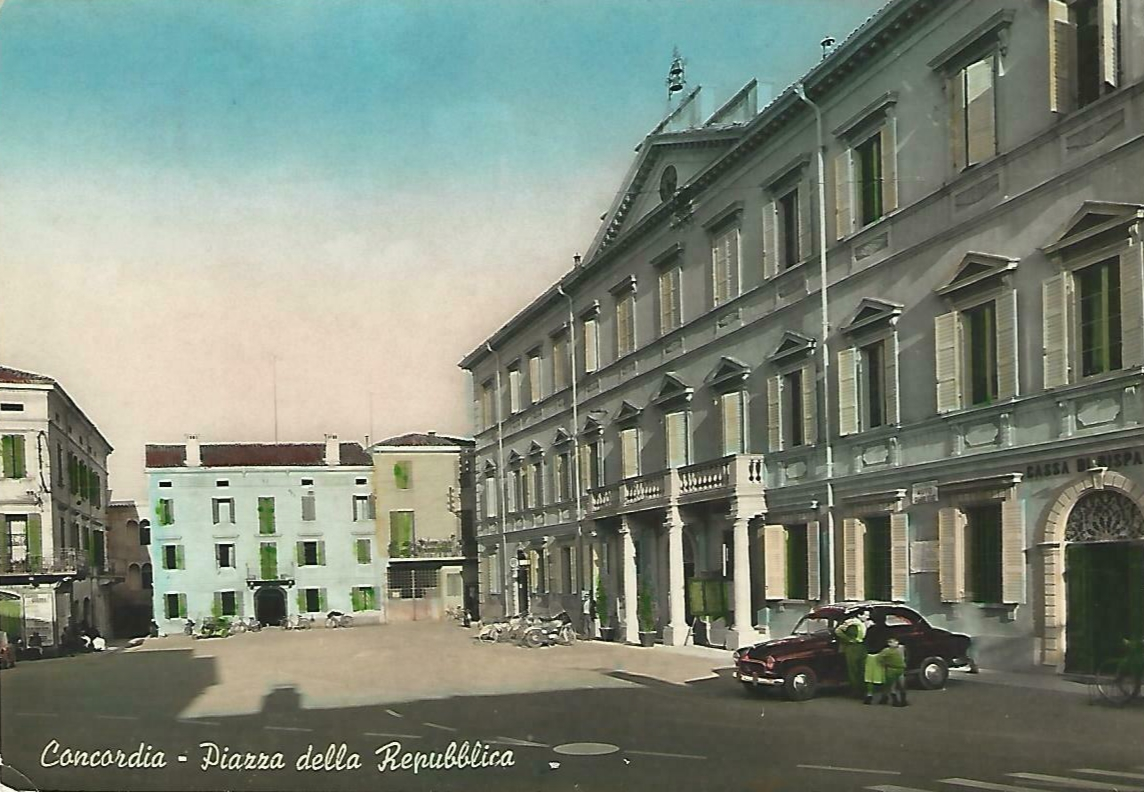
Piazza della Repubblica negli anni 1950

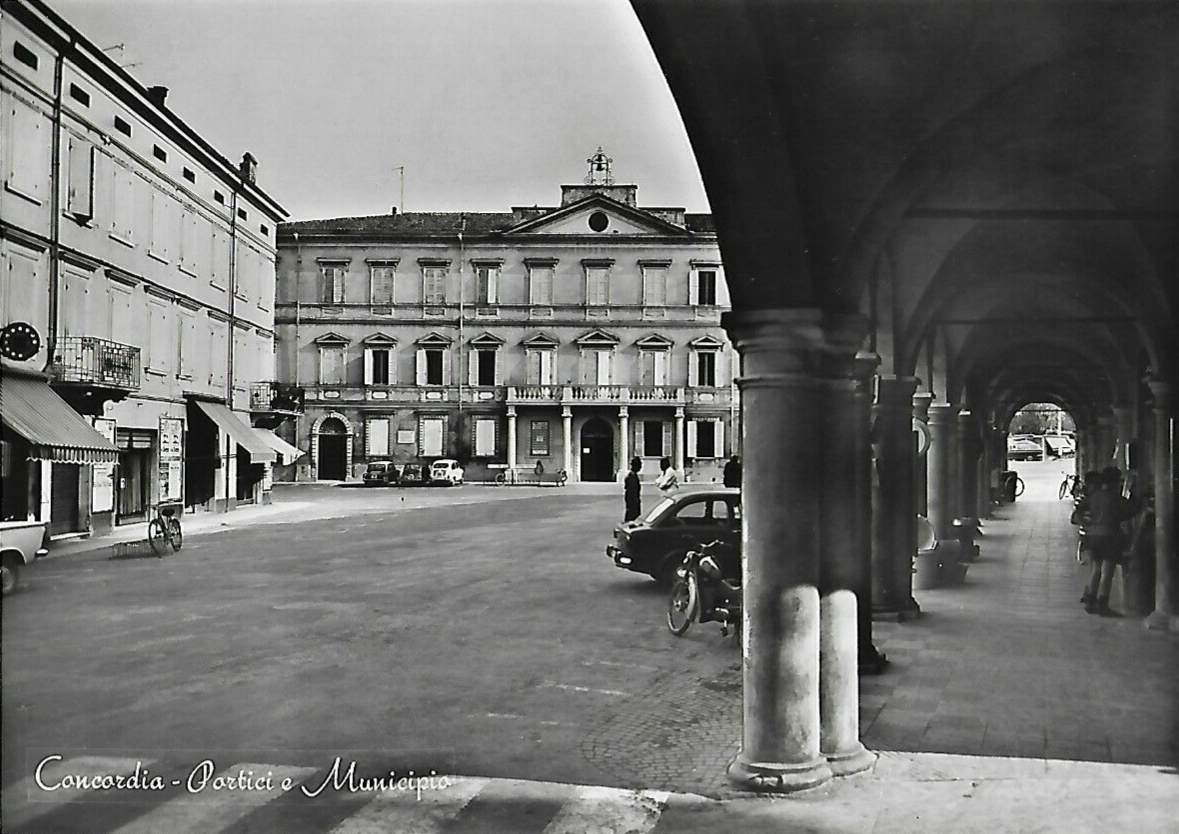
Il municipio visto dai portici di via della Pace

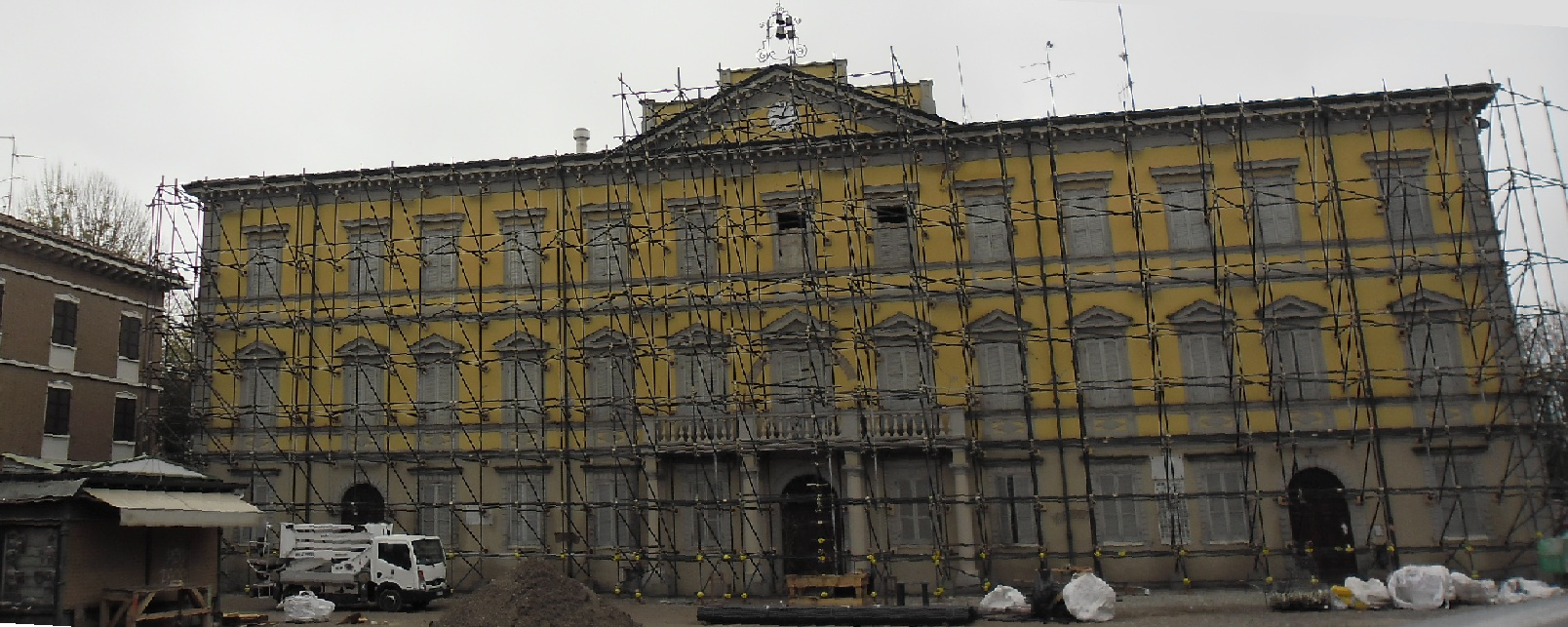
Palazzo Corbelli puntellato dopo il terremoto del 2012

Il palazzo venne edificato nella prima metà del XVII secolo da Lodovico Corbelli(?-1630), cancelliere del duca Alessandro I Pico della Mirandola.
Nel 1702, durante la guerra di successione spagnola, il palazzo venne trasformato in una fortezza delle truppe imperiali, poi occupata il 14 marzo 1704 dai francesi.
Dopo la guerra, il palazzo fu acquisito e ristrutturato dalla famiglia Zanoli della Mirandola. Nel 1779 vi nacque Alessandro Zanoli, poi divenuto uno storico e Segretario generale del Ministero della Guerra del Regno d'Italia; nominato barone da Napoleone Bonaparte, fu insignito anche del titolo di cavaliere dell'Ordine della Corona ferrea. Nel 1790 fu realizzato un oratorio dedicato all'Angelo custode.
Già dall'inizio del XIX secolo il palazzo cadde in decadenza, perdendo le sue pregevoli decorazioni: il piano terra fu occupato da officine e botteghe, mentre il piano nobile venne abbandonato. Dopo l'unità d'Italia, nel 1860 la giunta di Concordia acquistò il palazzo da Luigi Magri al prezzo di 23.478 lire, al fine di ospitare la sede municipale: a seguito dei lavori di ristrutturazione eseguiti dall'ingegnere Pietro Tosatti nel 1861, il palazzo subì numerose modifiche, tra cui i quattro prospetti, il timpano con l'orologio realizzato al posto dell'alto risalto centrale (forse un’altana), l'ingresso principale con quattro colonne con balaustra in cemento che sostituì il monumentale scalone a tre rampe divergenti in marmo; all'interno fu realizzato un nuovo scalone a rampe divergenti, utilizzando la preesistente controloggia e una grande sala centrale cerimoniale al posto dell'antica sala-loggia passante. I fabbricati di servizio, posti a sinistra del palazzo, furono smantellati.
In epoca fascista il giardino venne sistemato e ridenominato "Parco delle rimembranze" quale memoriale dei caduti della prima guerra mondiale. Nel 1927 venne inaugurata al centro del parco una scultura raffigurante un guerriero con dacia e scudo, rimossa nel 1942 insieme alla cancellata perimetrale per ottenerne metallo da fusione per i cannoni della Seconda Guerra Mondiale. Il piedistallo in cemento venne rimosso solo nel 1983, mentre nel 2000 venne realizzato un nuovo monumento ai caduti.
Il palazzo è stato gravemente danneggiato dal terremoto dell'Emilia del 2012, che lo ha reso inagibile. Solamente dopo 10 anni, i lavori di ripristino sono stati aggiudicati nel 2022 con un appalto da 7.276.723,42 euro.